# Føresvik
Føresvik är en tidigare tätort som utgör centralort i Bokns kommun i Rogaland fylke i sydvästra Norge. Orten ligger där fylkesväg 4762 möter fylkesväg 4766, norr om tätorten och kyrkbyn Bokn, på den nordöstra delen av ön Vestre Bokn.